# Saint-Fargeau
Saint-Fargeau je francouzská obec v departementu Yonne v regionu Burgundsko-Franche-Comté. V roce 2010 zde žilo 1 793 obyvatel. Je centrem kantonu Saint-Fargeau.

## Vývoj počtu obyvatel
Počet obyvatel